# 中絶 (アルバム)
『中絶』（ちゅうぜつ）は、日本のロックバンド、黒夢がインディーズ時代に発売したミニアルバム。

## 概要
- 初回プレスは2000枚限定。
- 初回プレスと2ndプレスではジャケットが違い、初回プレスのジャケットは初期メンバーの鋭葵含めメンバー全員が写っている写真が使われている。2ndプレスではジャケットが人形の首などが棚の上に乗っているような写真に変更されている。
- ブックレットも変更されており、初回プレスでは2ページにわたって歌詞が掲載されているが、2ndプレスでは1ページに3曲分の歌詞がまとめて掲載されていて、もう1ページにメンバー一人ずつ個別に新しく撮影された写真が掲載されている。また、2ndプレスでは鋭葵の名前が「（鋭葵）」とカッコを付けて掲載されている。

## 収録曲
| 全作詞: 清春、全編曲: 黒夢。 |            |           |          |      |
| #                            | タイトル   | 作詞      | 作曲     | 時間 |
| 1.                           | 「中絶」   | 清春      | 臣       | 4:30 |
| 2.                           | 「浮遊悲」 | 清春      | 人時     | 3:55 |
| 3.                           | 「IN SKY」 | 清春      | 清春、臣 | 3:58 |
| 合計時間:                    | 合計時間:  | 合計時間: | 12:41    |      |

## ゲスト・ミュージシャン
- YOWMAY (Silver-Rose)

M-1 中絶にコーラスで参加。